# Muppet Movie
Muppet Movie ist ein Puppenfilm aus dem Jahr 1979, der auf der Fernsehserie Muppet Show basiert. Er beginnt und endet mit der fiktiven Premiere des Films, zu der zahlreiche Muppet-Charaktere erscheinen.

## Handlung
Zu Beginn des Films sitzt Kermit der Frosch in einer Sumpflandschaft und singt das Lied The Rainbow Connection, als zufällig ein Agent in einem Ruderboot vorbeikommt. Dieser ist von Kermits Talenten begeistert und ermutigt ihn, nach Hollywood zu gehen, um dort berühmt zu werden. Kermit ist von der Idee begeistert und macht sich auf den Weg.
Im Verlauf der Reise begegnet er unter anderem dem Komiker Fozzie Bär, der Band Dr. Teeth & The Electric Mayhem, dem Stuntman Gonzo und seiner Freundin Camilla und dem klavierspielenden Hund Rowlf, die sich ihm anschließen. Auf einem Jahrmarkt lernt Kermit die soeben gekürte Schönheitskönigin Miss Piggy kennen, die sich in den Frosch verliebt und fortan versucht, sein Herz zu erobern.
Doch auf dem Weg nach Hollywood lauern auch Gefahren. Doc Hopper, der Besitzer einer Froschschenkel-Restaurantkette, will Kermit unbedingt als Maskottchen und Werbefigur gewinnen. Gemeinsam mit seinem Assistenten Max unternimmt er mehrere erfolglose Versuche, den Frosch zu fangen, und setzt unter anderem den deutschen Wissenschaftler Professor Max Krassmann und den „Frog Killer“ Snake auf ihn an.
Schließlich erreichen Kermit und seine Begleiter Los Angeles und dringen bis in das Büro des Produzenten Lew Lord vor. Dieser erklärt sich dazu bereit, einen Film über die Abenteuer der Muppets zu finanzieren, der den Titel The Muppet Movie erhält.

## Hintergrund
Muppet Movie ist der erste von acht Kinofilmen, die auf der Grundlage der Muppet Show entstanden. Viele der Puppen wurden von Jim Henson, dem Schöpfer der Serie, und Frank Oz gesteuert.
Für die Anfangsszene, in der Kermit in einer Sumpflandschaft sitzt, verbrachte Henson mehrere Drehtage in einem Stahlcontainer unter Wasser. Fozzie Bärs Studebaker wurde von einem Kleinwüchsigen ferngesteuert, der sich im Kofferraum des Wagens befand und die Straße über einen Monitor beobachten konnte. Als dieser Monitor einmal ausfiel, erhielt er seine Anweisungen über ein Funkgerät. In manchen Massenszenen befanden sich auch die Regisseure John Landis und Tim Burton unter den bis zu 150 Puppenspielern.
Die Dreharbeiten dauerten insgesamt 87 Tage. Muppet Movie feierte seine Weltpremiere am 31. Mai 1979 in Großbritannien und kam am 12. Juni 1980 in die westdeutschen Kinos. Der Film ist dem Puppenspieler und Bauchredner Edgar Bergen gewidmet, der einen kurzen Gastauftritt hat und noch während der Produktionsphase starb. Er gilt als Jim Hensons größtes Vorbild.
Zu den Prominenten, die in Muppet Movie einen Kurzauftritt haben, zählen Dom DeLuise als Agent, Milton Berle als Mad Man Mooney, Mel Brooks als Professor Max Krassman, James Coburn als Besitzer des El Sleezo, James Frawley, der Regisseur des Films, als Kellner, Elliott Gould als Moderator des Schönheitswettbewerbs, Bob Hope als Eisverkäufer, Madeline Kahn als Gast im El Sleezo, Carol Kane als „Miss“, Cloris Leachman als Sekretärin, Steve Martin als Ober, Richard Pryor als Ballonverkäufer, Telly Savalas als Gast im El Sleezo, Scott Walker als Snake und Orson Welles als Filmproduzent Lew Lord. In seinem letzten Filmauftritt ist der Komiker Edgar Bergen mit seiner Handpuppe Charlie McCarthy als Richter auf dem Jahrmarkt zu sehen. Auch die Figur Bibo aus Jim Hensons anderer Sendung Sesamstraße ist zu sehen. Der Name des Filmproduzenten Lew Lord ist eine Anspielung auf den Produzenten der Muppet Show, Lew Grade.

### Synchronisation
Die deutsche Synchronfassung entstand bei der Beta-Technik Filmgesellschaft, München. Eberhard Storeck schrieb das Dialogbuch und führte Dialogregie.
| Rolle                                | Schauspieler/Puppenspieler | Sprecher                                              |
| ------------------------------------ | -------------------------- | ----------------------------------------------------- |
| Kermit der Frosch                    | Jim Henson                 | Horst Gentzen                                         |
| Rowlf                                | Jim Henson                 | Michael Rüth                                          |
| Dr. Goldzahn                         | Jim Henson                 | Heini Göbel                                           |
| Waldorf                              | Jim Henson                 | Walter Reichelt                                       |
| dänischer Koch                       | Jim Henson                 | Eberhard Storeck                                      |
| Robin der Frosch                     | Jerry Nelson               | Eberhard Storeck                                      |
| Crazy Harry                          | Jerry Nelson               | Eberhard Storeck                                      |
| Floyd Pepper                         | Jerry Nelson               | Paul Lasner                                           |
| Lew Zealand                          | Jerry Nelson               | Michael Habeck                                        |
| Camilla                              | Jerry Nelson               | Inge Schulz                                           |
| Miss Piggy                           | Frank Oz                   | Marianne Wischmann                                    |
| Fozzie Bear                          | Frank Oz                   | Bruno W. Pantel                                       |
| Sam der Adler                        | Frank Oz                   | Wolf Ackva                                            |
| Marvin Suggs                         | Frank Oz                   | Panos Papadopulos                                     |
| Tier                                 | Frank Oz                   | Harald Baerow                                         |
| Zoot                                 | Dave Goelz                 | Harald Baerow                                         |
| Gonzo                                | Dave Goelz                 | Werner Abrolat                                        |
| Dr. Honigtau Bunsenbrenner           | Dave Goelz                 | Kurt Zips                                             |
| Scooter                              | Richard Hunt               | Christina Hoeltel (Sprache) Eberhard Storeck (Gesang) |
| Statler                              | Richard Hunt               | Manfred Lichtenfeld                                   |
| Janice                               | Richard Hunt               | Helen von Münchhofen                                  |
| Sweetums                             | Richard Hunt               | Herbert Weicker                                       |
| Beaker                               | Richard Hunt               | Eberhard Storeck                                      |
| Doc Hopper                           | Charles Durning            | Michael Cramer                                        |
| Max                                  | Austin Pendleton           |                                                       |
| Eddie der Würger                     | Scott Walker               | Manfred Schmidt                                       |
| Ballonverkäufer                      | Richard Pryor              | Manfred Erdmann                                       |
| Bernie der Agent                     | Dom DeLuise                | Mogens von Gadow                                      |
| Edgar Bergen                         | Er selbst                  | Paul Bürks                                            |
| Kellner im El Sleezo                 | James Frawley              | Erich Ebert                                           |
| Klavierspieler                       | Paul Williams              | Christoph Lindert                                     |
| Lew Lord                             | Orson Welles               | Donald Arthur                                         |
| Lords Sekretärin                     | Cloris Leachman            | Edith Schneider                                       |
| Professor Krassman                   | Mel Brooks                 | Gert Günther Hoffmann                                 |
| Seeman                               | Telly Savalas              | Wolfgang Hess                                         |
| Verrückter Moony                     | Milton Berle               | Eberhard Mondry                                       |
| Eismann                              | Bob Hope                   | Holger Hagen                                          |
| Besitzer vom El Sleezo Cafe          | James Coburn               | Herbert Weicker                                       |
| Ober                                 | Steve Martin               | Hannes Gromball                                       |
| Showmaster beim Schönheitswettbewerb | Elliott Gould              | Fred Maire                                            |

## Soundtrack
- The Rainbow Connection
- Movin’ Right Along
- Never Before, Never Again!
- Can You Picture That?
- I Hope That Somethin’ Better Comes Along!
- I’m Going To Go Back There Someday
- America
- The Magic Store

Der Song The Rainbow Connection von Paul Williams und Kenneth Ascher erreichte im November 1979 Platz 25 der Billboard Hot 100 und wurde seither unter anderem von Sarah McLachlan, Dixie Chicks, Justin Timberlake, The Carpenters, The Pussycat Dolls, Me First and the Gimme Gimmes, The Dresden Dolls, Willie Nelson, Jason Mraz, Deborah Harry und 2018 von Rolando Villazon gecovert.

## Kritik
Für das Lexikon des internationalen Films war Muppet Movie ein „[l]iebenswerter Trickfilm, dessen Reiz etwas unter den vielen Musical-Einlagen leidet.“

## Auszeichnungen (Auswahl)
Oscar 1980
- Nominierung in der Kategorie Bester Song (The Rainbow Connection) für Paul Williams und Kenny Ascher.
- Nominierung in der Kategorie Beste Filmmusik für Paul Williams und Kenny Ascher

Golden Globe Awards 1980
- Nominierung in der Kategorie Bester Filmsong (The Rainbow Connection) für Paul Williams, Kenny Ascher

Saturn Award 1980
- Auszeichnung in der Kategorie Bester Fantasyfilm
- Nominierung in der Kategorie Beste Musik für Paul Williams
- Nominierung in der Kategorie Beste Spezialeffekte für Robbie Knott
- Nominierung in der Kategorie Bestes Drehbuch für Jerry Juhl und Jack Burns

Im Jahr 2009 wurde Muppet Movie in das National Film Registry aufgenommen.